# Mars' måner
Planeten Mars har to kendte måner, Phobos og Deimos. Begge måner blev opdaget i 1877 af Asaph Hall og er opkaldt efter de to figurer Phobos (rædsel) og Deimos (terror/død), der i græsk mytologi ledsagede deres fader, krigsguden Ares i kamp. Ares var det græske navn for den romerske krigsgud Mars. Det er muligt, at Mars har flere måner, der i givet fald vil have diametre på mindre end 50-100 meter, men sådanne er ikke blevet observeret.
Oprindelsen af de to måner er uklar. En teori går ud på, at de to måner er indfangede asteroider, og en anden teori går ud på, at de to måner, som Jordens måne, er dannet som følge af en kollision med et større objekt, hvorved materiale er kastet ud i rummet.

## Historie

### Tidlige spekulationer
Muligvis inspireret af Johannes Kepler (og med citat af Keplers tredje lov om planetariske bevægelser), skrev Jonathan Swift i sin satire Gullivers rejser (1726) i tredje del (Rejsen til Laputa), kapitel 3 om Laputas astronomer, der havde opdaget to måner, der kredsede om Mars i en afstand af 3 og 5 gange planetens diameter og med omløbstider på 10 og 21,5 time. Den faktiske afstand og omløbstid for Phobos og Deimos er 1,4 og 3,5 Marsdiameter, og 7,6 og 30,3 timer.
Voltaires novelle fra 1750 Micromégas om en fremmeds besøg på Jorden omtaler også to måner om Mars. Voltaire var formentlig inspireret af Swift. I anerkendelse af disse to "forudsigelser" er to kratere på Deimos kaldet Swift and Voltaire.

### Opdagelse
Asaph Hall opdagede Deimos den 12. august 1877 omkring kl. 07:48 UTC og Phobos seks dage senere den 18. august 1877 omkring kl. 09:14 GMT (andre kilder angiver tidspunktet til den 11. og 17. august kl. 14:40 og 16:06 Washington mean time (GMT − 5h 8m 12,15s) respektive). Opdagelserne skete på Naval Observatory i Washington. Hall søgte på det tidspunkt efter måner om Mars. Hall havde tidligere set, hvad der lignede en måne om Mars, men på grund af dårligt vejr kunne han ikke endeligt bekræfte opdagelsen før nogle dage senere.
Månernes navne, oprindeligt stavet Phobus og Deimus, var foreslået af Henry Madan (1838–1901), fra Eton baseret på Iliadens 15. bog, hvor Ares hidkalder frygt og angst.

### Senere undersøgelser
Senere undersøgelser har forsøgt at identificere yderligere måner. Senest har Scott S. Sheppard og David C. Jewitt undersøgte Mars' Hill-sfære for måner. Undersøgelsen dækkede næsten hele Hill-sfæren, men spredt lys fra Mars umuliggjorde undersøgelse af de inderste bueminutter, hvor månerne Phobos og Deimos befinder sig. Ved den anvendte metode blev der ikke fundet nye måner inden for det målbare, hvilket svarer til legemer med en radius over 90 meter og en albedo på 0,07.

## Karakteristik
Observeret fra Mars' overflade nær planetens ækvator fremstår Phobos som omkring en tredjedel af størrelsen på Jordens Måne. Phobos har en vinkeldiameter på mellem 8' (opstigende) og 12' (oppe). Phobos vil se mindre ud, når den observeres længere væk fra Mars' ækvator og er ikke synlig (under horisonten) fra Mars' polaregne. Deimos ligner mere en klar stjerne, når den observeres fra Mars, kun lidt større end Venus observeret fra Jorden; Deimos har en vinkeldiameter på omkring 2'. Solens vinkeldiameter er til sammenligning omkring 21'. Der opstår således ikke totale solformørkelser på Mars, da månerne er alt for små til at kunne dække helt for Solen. På den anden side er totale måneformørkelser almindelige, og finder sted næsten hver nat.
Phobos' og Deimos' bevægelser på himlen over Mars opleves fra planetens overflade meget anderledes end Månens bevægelse over himlen set fra Jorden. Phobos med hurtig omløbstid stiger op i vest, går ned i øst og står op igen efter kun elleve timer, hvorimod Deimos står op i øst men går først ned igen i vest efter 2,7 dage og er herefter igen længe om at stå op i øst igen.
Begge måner er som Jordens måne i bunden rotation og har således altid den samme side mod Mars' overflade. Da Phobos' omløb om Mars er hurtigere end planetens egen rotation, formindskes Phobos' rotationsradius langsomt, men sikkert, som følge af tidevandskræfter. På et tidspunkt i fremtiden vil Phobos komme så tæt på Mars, at månen vil blive revet i stykker som følge af tidevandskræfterne. Adskillige kraterkæder på Mars' overflade tyder på, at der formentlig tidligere har været andre måner omkring Mars, der har lidt samme skæbne, som Phobos forventes at lide. Omvendt er Deimos så langt væk fra Mars, at radius af Deimos' kredsløb langsomt forøges, på samme måde som Jordens måne.

### Kredsløb
| Navn                                                                     | Navn   | Navn | Billede | Diameter (km)          | Masse (kg) | Halve storakse (km) | Omløbs tid (t) | Gennemsnitlig opgangstid (h, d) |
| ------------------------------------------------------------------------ | ------ | ---- | ------- | ---------------------- | ---------- | ------------------- | -------------- | ------------------------------- |
| Mars I                                                                   | Phobos |      |         | 22,2 km (27×21,6×18,8) | 1,08×1016  | 9 377 km            | 7,66           | 11,12 h (0,463 d)               |
| Mars II                                                                  | Deimos |      |         | 12,6 km (10×12×16)     | 2×1015     | 23 460 km           | 30,35          | 131 h (5,44 d)                  |
| Den relative størrelse af Mars og månernes baner (Planetstien i Lemvig). |        |      |         |                        |            |                     |                |                                 |

## Opståen
Oprindelsen af Mars' måner er i dag fortsat kontroversiel. Phobos og Deimos har begge meget til fælles med carbonholdige C-type asteroider med et elektromagnetisk spektrum, albedo, og vægtfylde meget lig C- eller D-type asteroider. På grundlag af deres ligheder, er en hypotese, at begge måner er indfangede asteroider fra asteroidebæltet. Begge måner har næsten cirkulære omløb, der ligger næsten præcist i Mars' ækvatorialplan, hvorfor en indfangning forudsætter en mekanisme for at gøre den oprindelige omløbsbane cirkulær og at placere inklinationen til ækvatorialplanet, hvilken mekanisme sandsynligvis udgøres af en kombination af atmosfærisk nedbremsning og tidevandskræfter, selvom det ikke er klart, hvorvidt der har været tilstrækkelig tid for at dette har kunnet lade sig gøre for Deimos. Den nuværende atmosfære på Mars er for tynd til at indfange et objekt af Phobos' størrelse gennem atmosfærisk opbremsning. Geoffrey Landis har redegjort for, at en indfangning har kunnet finde sted, såfremt det oprindelige legeme har været en dobbelt-asteroide, der blev delt som følge af tidevandskræfter.
Phobos kan i stedet være et andet-generations objekt i Solsystemet der blev dannet ved tilvækst i kredsløb om Mars efter dannelsen af Mars.
En anden hypotese går ud på, at Mars oprindeligt var omgivet af mange objekter som Phobos og Deimos, der muligvis var bragt i kredsløb om planeten som følge af en kollision med et større planetesimal. Den høje porøsitet af Phobos indre (baseret på en vægtfylde på 1,88 g/cm3, anslås tomrum at udgøre 25-35 procent af Phobos' volumen) stemmer ikke overens med opståen som indfanget asteroide. Observationer af Phobos i infrarødt lys tyder på en sammensætning af hovedsagelig phyllosilikater, der er velkendte fra Mars' overflade. De observerede spectra afviger fra tilsvarende typer af kondrit-meteoritter, hvilket også peger på anden oprindelse end fra asteroiderne. Begge observationer støtter en oprindelse af Phobos fra materiale sendt i kredsløb om Mars efter et nedslag på Mars, tilsvarende den førende teori om Månens oprindelse som resultatet af en kollision mellem en fortidig Jord og den hypotetiske planet Theia.
Et studie fra Southwest Research Institute i 2018 støtter teorien om, at de to måner er resultatet af et nedslag på Mars af en asteoride. Ifølge studiet kan de to måner være dannet ved et nedslag en en asteoride på størrelse med Ceres eller Vestas. Et sådant nedslag vil have dannet flere måner og objekter, men disse vil over tid enten have forladt Mars (som Deimos, der er på vej væk fra Mars) eller i en spiral blive trukket mod Mars for til sidst af falde tilbage til planeten (som Phobos, der kommer tættere på Mars).

## Eksterne links
- Gazeteer of Planetary Nomenclature - Mars (USGS)